# Parque Estadual de Itapetinga
O Parque Estadual de Itapetinga localiza-se no sul do Estado de São Paulo, entre os municípios de Atibaia, Bom Jesus dos Perdões, Mairiporã, Nazaré Paulista, criado pelo Decreto Nº. 54.746/2009 em 30 de março de 2010. Com os parques estaduais da Cantareira e Itaberaba e o Monumento Natural Estadual da Pedra Grande, forma um mosaico de unidades de conservação denominado "Contínuo Cantareira". Oficializa a proteção dos remanescentes de floresta da Serra do Itapetinga. Dado isso, é habitat de inúmeras espécies ameaçadas de extinção no estado de São Paulo e protege nascentes de importantes bacias hidrográficas que abastecem o Sistema Cantareira.